# Stefania Strumillo
Stefania Strumillo (Portomaggiore, 14 ottobre 1989) è una discobola e pesista italiana, 6 volte campionessa nazionale assoluta nel disco (assoluti 2015-‘16-‘17-‘19 ed invernali di lanci 2015-'21), bronzo alle Universiadi di Gwangju 2015 e finalista sia agli Europei di Amsterdam 2016 che alle Universiadi di Taipei 2017, tutte e tre le volte sempre nel lancio del disco.
Ha vinto 15 titoli italiani, di cui 6 assoluti, 3 universitari e 6 giovanili.

## Biografia

### Gli inizi, i primi titoli italiani giovanili e le gare internazionali con le Nazionali giovanili
Nata a Portomaggiore (provincia di Ferrara), ora risiede a Rieti dove si allena sotto la guida di Roberto Casciani insieme ad un'altra discobola, l'azzurra, Valentina Aniballi.
In precedenza è stata allenata da Marinella Vaccari Zanetti.
Si è diplomata in grafica pubblicitaria ed all'università studia tecnologia della comunicazione.
Ha iniziato a praticare atletica leggera nel 2003 all'età di 14 anni (primo anno della categoria Cadette): nei primi tre anni di agonismo gareggiava perlopiù come pesista; poi dal 2006 sino al 2014 ha portato avanti insieme la carriera di peso e disco; a partire dal 2015 si dedica prevalentemente, e quasi esclusivamente, al lancio del disco.
Prima medaglia vinta ai campionati italiani giovanili già nel 2004, con l'argento nel getto del peso ai nazionali cadette; l'anno seguente, 2005, il primo titolo italiano giovanile con l'oro nel peso allieve; quarto posto, sempre nel peso, agli italiani under 18 indoor di categoria.
Sempre nel getto del peso nel 2006: un argento (indoor) ed un oro (outdoor) ai campionati italiani allieve; esordio agli assoluti col quinto posto al coperto (Ancona) ed il settimo all'aperto (Torino). Ai campionati italiani invernali di lanci, categoria giovanili, arriva sesta nel lancio del disco.
Ad Ancona nel febbraio del 2006 esordisce con la maglia della Nazionale da allieva in una manifestazione internazionale giovanile riservata alle juniores: all'Incontro internazionale indoor con Francia, Germania ed Italia finisce quinta nel getto de peso; poi in Tunisia a Tunisi, ancora in un Incontro internazionale juniores (con Italia, Francia, Spagna, Tunisia, Algeria), termina quarta sempre nel peso; a Salonicco (Grecia) alle Gymnasiadi conclude al nono posto nel getto del peso.
Campionessa italiana juniores indoor 2007 nel getto del peso (nono posto, sempre nel peso, agli assoluti al coperto); argento nel peso agli italiani juniores (quinta nel lancio del disco). Gareggia agli assoluti di Padova dove conclude ottava nel peso e 19ª nel disco.
Due le manifestazioni internazionali juniores alle quali gareggia entrambe le volte nel getto del peso: sesta classificata all'Incontro internazionale indoor con Francia, Germania ed Italia a Vittel (Francia) e quinto posto nella Coppa del Mediterraneo ovest juniores in Italia a Firenze.
Tre medaglie vinte con un titolo nel 2008 ai vari campionati italiani: campionessa juniores nel getto del peso, vicecampionessa juniores nel disco sia agli invernali di lanci che ai campionati di categoria; ha partecipato agli assoluti di Cagliari concludendo nona nel peso ed al 15º posto nel disco.
Durante lo stesso anno ha partecipato a 3 manifestazioni internazionali juniores: nona all'Incontro internazionale di lanci fra Germania, Francia, Italia e Spagna tenutosi in Germania ad Halle, poi nella Coppa del Mediterraneo ovest a Rabat in Marocco è giunta quinta nel peso e terza nel disco ed infine ai Mondiali di categoria a Bydgoszcz in Polonia non è riuscita ad effettuare neanche un lancio valido.
Quattro le medaglie vinte nel 2009 ai campionati italiani: bronzo nel lancio del disco, categoria promesse, agli italiani invernali di lanci (nona assoluta), argento nel disco e bronzo nel peso ai nazionali universitari, argento nel disco agli italiani promesse ed infine nona classificata nel disco agli assoluti di Milano.
2010, medaglia di bronzo nel disco sia agli invernali di lanci che agli universitari (assente nella finale del getto del peso); agli assoluti di Grosseto è stata nona nel peso e settima nel disco.

### 2011-2019: il bronzo alle Universiadi e il personale agli Europei
Quattro le medaglie vinte ai campionati italiani 2011 con 2 titoli conquistati (entrambi nel lancio del disco): campionessa sia agli invernali di lanci (categoria promesse) che ai nazionali universitari; doppio argento (peso-disco) agli italiani promesse. In ambito assoluto, nel disco, è stata quarta agli invernali di lanci e decima agli assoluti di Torino.
Soltanto piazzamenti ai campionati italiani nell'annata agonistica 2012, con il sesto posto nel disco agli invernali di lanci, il settimo nel peso ed il sesto nel disco agli assoluti.
Vicecampione nel lancio del disco agli invernali di lanci nel 2013; agli assoluti invece, sesta nel peso e quinta nel disco.
2014, due volte vicecampionessa: agli invernali di lanci nel disco ed agli assoluti nel peso (4ª nel lancio del disco).
Il 2015 è stato un anno ricco di affermazioni e soddisfazioni: en plein di titoli italiani nel lancio del disco (invernali di lanci, universitari ed assoluti) e prima medaglia in una rassegna internazionale col bronzo (58,22 m, sesta migliore italiana di sempre) nel lancio del disco alle Universiadi (l'unica dell'Italia nell'atletica leggera) di Gwangju in Corea del Sud.
Esordio con la Nazionale assoluta nella Coppa Europa invernale di lanci con il 14º posto a Leiria (Portogallo). Sempre con la Nazionale seniores ha preso parte al DécaNation francese di Parigi, terminando quinta nel lancio del disco.
Il 21 febbraio del 2016 a Lucca si è laureata vicecampionessa italiana invernale di lanci.
Il 13 marzo gareggia in Romania nella Coppa Europa invernale di lanci svoltasi ad Arad chiudendo in settima posizione.
Il 25 giugno a Rieti si conferma campionessa italiana assoluta nel lancio del disco, dopo il titolo di Torino 2015.
Il 6 luglio durante le qualificazioni degli Europei di Amsterdam (Paesi Bassi) ha trovato l’accesso alla finale grazie ad un miglior lancio di 59,80 m che la colloca al secondo posto tra le migliori discobole italiane all time dietro la primatista Agnese Maffeis leader con 63,66 m.
Due giorni dopo, l’8 luglio, partecipa alla finale terminando la gara al 15º posto in graduatoria.
Il 2017 dopo il bronzo ai campionati italiani invernali di Rieti, riesce a conquistare per il terzo anno di fila il titolo estivo assoluto a Trieste, che si va ad aggiungere a quello nazionale universitario che le varrà la convocazione per le Universiadi di Taipei (Taiwan) in cui termina al quinto posto.
Nell’arco del biennio agonistico 2018-2019 diventa vicecampionessa italiana assoluta a Pescara (‘18) e poi vince l’argento agli invernali di lanci di Rieti e si aggiudica il quarto titolo nazionale assoluto a Bressanone (‘19).
Con 5 titoli nazionali vinti, al pari di Valentina Aniballi, è la discobola italiana in attività più titolata agli assoluti (4 agli assoluti e 1 agli invernali di lanci); entrambe sono dietro la leader Agnese Maffeis (24 titoli in carriera) e Laura Bordignon (11).
Attualmente è la terza migliore discobola italiana di sempre grazie al primato personale di 59,80 metri, realizzato nelle qualificazioni alla finale degli Europei di Amsterdam 2016.
A partire dal 2009, prima annata nella categoria Promesse, ha sempre chiuso nella top ten italiana stagionale (dal 2015 termina la stagione sempre sul “podio nazionale”): prima 2016, seconda 2019-‘15, terza 2018-‘17, quarta 2014-‘11, quinta 2013-‘10 e sesta 2012-‘09.

## Progressione

### Lancio del disco
| Stagione | Misura  | Luogo      | Data       | Rank. Mond. |
| -------- | ------- | ---------- | ---------- | ----------- |
| 2023     | 58,80 m | Donnas     | 27-5-2023  | -           |
| 2022     | 58,86 m | Lucca      | 28-5-2022  | -           |
| 2021     | 56,67 m | Rieti      | 17-6-2021  | -           |
| 2020     | 51,57 m | Lucca      | 23-2-2020  | -           |
| 2019     | 57,33 m | Bressanone | 27-7-2019  | -           |
| 2018     | 57,38 m | Tarquinia  | 13-6-2018  | -           |
| 2017     | 57,21 m | Arezzo     | 25-6-2017  | -           |
| 2016     | 59,80 m | Amsterdam  | 6-7-2016   | -           |
| 2015     | 58,22 m | Gwangju    | 9-7-2015   | -           |
| 2014     | 55,07 m | Tarquinia  | 11-6-2014  | -           |
| 2013     | 51,03 m | Tarquinia  | 15-5-2013  | -           |
| 2012     | 52,49 m | Viterbo    | 7-6-2012   | -           |
| 2011     | 51,71 m | Imola      | 15-5-2011  | -           |
| 2010     | 50,62 m | Savona     | 25-5-2010  | -           |
| 2009     | 49,42 m | Padova     | 1-5-2009   | -           |
| 2008     | 48,03 m | Bologna    | 10-5-2008  | -           |
| 2007     | 43,56 m | Modena     | 5-6-2007   | -           |
| 2006     | 41,74 m | Arzignano  | 15-10-2006 | -           |
| 2005     | 32,28 m | Forlì      | 29-5-2005  | -           |
| 2003     | 16,69 m | Bologna    | 25-5-2004  | -           |

### Getto del peso
| Stagione | Misura  | Luogo          | Data       | Rank. Mond. |
| -------- | ------- | -------------- | ---------- | ----------- |
| 2022     | 13,36 m | Arezzo         | 14-5-2022  | -           |
| 2021     | 13,48 m | Palermo        | 18-9-2021  | -           |
| 2019     | 14,31 m | Orvieto        | 15-6-2019  | -           |
| 2018     | 14,82 m | Bergamo        | 23-6-2018  | -           |
| 2017     | 13,82 m | Agropoli       | 23-9-2017  | -           |
| 2016     | 13,52 m | Arezzo         | 7-5-2016   | -           |
| 2015     | 14,43 m | Ostia          | 19-9-2015  | -           |
| 2014     | 14,73 m | Rieti          | 28-6-2014  | -           |
| 2013     | 13,86 m | Campi Bisenzio | 11-5-2013  | -           |
| 2012     | 13,71 m | Viterbo        | 7-6-2012   | -           |
| 2011     | 13,88 m | Bologna        | 7-5-2011   | -           |
| 2010     | 13,65 m | Imola          | 16-5-2010  | -           |
| 2009     | 13,79 m | Caorle         | 26-9-2009  | -           |
| 2008     | 13,48 m | Modena         | 11-10-2008 | -           |
| 2007     | 13,37 m | Forlì          | 23-6-2007  | -           |
| 2006     | 13,46 m | Bressanone     | 4-6-2006   | -           |
| 2005     | 13,04 m | Rieti          | 23-9-2005  | -           |
| 2004     | 12,90 m | Campi Bisenzio | 5-6-2004   | -           |
| 2003     | 11,07 m | Bologna        | 14-9-2003  | -           |

## Palmares
| Anno | Manifestazione          | Sede      | Evento           | Risultato | Misura  | Note   |
| ---- | ----------------------- | --------- | ---------------- | --------- | ------- | ------ |
| 2006 | Gymnasiadi              | Salonicco | Getto del peso   | 9ª        | 12,28 m | [ 8 ]  |
| 2008 | Mondiali juniores       | Bydgoszcz | Lancio del disco | 33ª       | nm      | [ 9 ]  |
| 2015 | Universiadi             | Gwangju   | Lancio del disco | Bronzo    | 58,22 m | [ 4 ]  |
| 2015 | DécaNation              | Parigi    | Lancio del disco | 5ª        | 52,28 m | [ 10 ] |
| 2016 | Europei                 | Amsterdam | Lancio del disco | 15ª       | 55,78 m | [ 11 ] |
| 2017 | Universiadi             | Taipei    | Lancio del disco | 5ª        | 56,16 m | [ 12 ] |
| 2022 | Giochi del Mediterraneo | Orano     | Lancio del disco | 4ª        | 55,93 m |        |
| 2022 | Europei                 | Monaco    | Lancio del disco | 13ª (q)   | 56,90 m |        |
| 2024 | Europei                 | Roma      | Lancio del disco | 17ª (q)   | 57,04 m |        |

## Campionati nazionali
- 4 volte campionessa assoluta nel lancio del disco (2015, 2016, 2017, 2019)
- 1 volta campionessa assoluta invernale nel lancio del disco (2015)
- 3 volte campionessa universitaria nel lancio del disco (2011, 2015, 2017)
- 1 volta campionessa promesse invernali di lanci nel lancio del disco (2011)
- 1 volta campionessa promesse nel lancio del disco (2010)
- 1 volta campionessa juniores nel getto del peso (2008)
- 1 volta campionessa juniores indoor nel getto del peso (2007)
- 2 volte campionessa allieve di getto del peso (2005, 2006)

2004
- Argento ai Campionati italiani cadetti e cadette, (Abano Terme), Getto del peso - 12,43 m[13]

2005
- 4ª ai Campionati italiani allievi-juniores-promesse indoor, (Genova), Getto del peso - 11,72 m[14]
- Oro ai Campionati italiani allievi e allieve, (Rieti), Getto del peso - 13,04 m [15]

2006
- 6ª ai Campionati italiani assoluti e giovanili invernali di lanci, (Ascoli Piceno), Lancio del disco - 37,30 m (juniores e allieve)[16]
- Argento ai Campionati italiani allievi-juniores-promesse indoor, (Ancona), Getto del peso - 11,97 m[17]
- 5ª ai Campionati italiani assoluti indoor, (Ancona), Getto del peso - 13,36 m[18]
- 7ª ai Campionati italiani assoluti, (Torino), Getto del peso - 13,16 m[19]
- Oro ai Campionati italiani allievi e allieve, (Fano), Getto del peso - 12,34 m[20]

2007
- Oro ai Campionati italiani allievi-juniores-promesse indoor, (Genova), Getto del peso - 13,18 m[21]
- 9ª ai Campionati italiani assoluti indoor, (Ancona), Getto del peso - 12,33 m[22]
- Argento ai Campionati italiani juniores e promesse, (Bressanone), Getto del peso - 12,87 m[23]
- 5ª ai Campionati italiani juniores e promesse, (Bressanone), Lancio del disco - 40,35 m[24]
- 8ª ai Campionati italiani assoluti, (Padova), Getto del peso - 13,04 m[25]
- 19ª ai Campionati italiani assoluti, (Padova), Lancio del disco - 33,08 m[26]

2008
- Argento ai Campionati italiani assoluti e giovanili invernali di lanci, (San Benedetto del Tronto), Lancio del disco - 47,37 m (juniores e allieve)[27]
- Oro ai Campionati italiani juniores e promesse, (Torino), Getto del peso - 12,74 m[28]
- Argento ai Campionati italiani juniores e promesse, (Torino), Lancio del disco - 45,59 m[29]
- 9ª ai Campionati italiani assoluti, (Cagliari), Getto del peso - 12,58 m[30]
- 15ª ai Campionati italiani assoluti, (Cagliari), Lancio del disco - 41,49 m[31]

2009
- 9ª ai Campionati italiani assoluti e giovanili invernali di lanci, (Bari), Lancio del disco - 41,85 m (assolute)[32]
- Bronzo ai Campionati italiani assoluti e giovanili invernali di lanci, (Bari), Lancio del disco - 47,33 m (promesse)[33]
- Bronzo ai Campionati nazionali universitari, (Lignano Sabbiadoro), Getto del peso - 13,55 m[34]
- Argento ai Campionati nazionali universitari, (Lignano Sabbiadoro), Lancio del disco - 46,20 m[35]
- Argento ai Campionati italiani juniores e promesse, (Rieti), Lancio del disco - 48,72 m[36]
- 9ª ai Campionati italiani assoluti, (Milano), Lancio del disco - 44,38 m[37]

2010
- Bronzo ai Campionati italiani assoluti e giovanili invernali di lanci, (San Benedetto del Tronto), Lancio del disco - 46,37 m (promesse)[38]
- In finale ai Campionati nazionali universitari, (Campobasso), Getto del peso - ASS[39]
- Bronzo ai Campionati nazionali universitari, (Campobasso), Lancio del disco - 46,06 m[40]
- Oro ai Campionati italiani juniores e promesse, (Pescara), Lancio del disco - 45,88 m[41]
- 9ª ai Campionati italiani assoluti, (Grosseto), Getto del peso - 13,07 m[42]
- 7ª ai Campionati italiani assoluti, (Grosseto), Lancio del disco - 44,81 m[43]

2011
- 4ª ai Campionati italiani assoluti e giovanili invernali di lanci, (Viterbo), Lancio del disco - 49,62 m (assolute)[44]
- Oro ai Campionati italiani assoluti e giovanili invernali di lanci, (Viterbo), Lancio del disco - 49,62 m (promesse)[45]
- Oro ai Campionati nazionali universitari, (Torino), Lancio del disco - 48,27 m[46]
- Argento ai Campionati italiani juniores e promesse, (Bressanone), Getto del peso - 13,68 m[47]
- Argento ai Campionati italiani juniores e promesse, (Bressanone), Lancio del disco - 50,67 m[48]
- 10ª ai Campionati italiani assoluti, (Torino), Lancio del disco - 47,91 m[49]

2012
- 6ª ai Campionati italiani assoluti e giovanili invernali di lanci, (Lucca), Lancio del disco - 48,18 m[50]
- 7ª ai Campionati italiani assoluti, (Bressanone), Getto del peso - 13,26 m[51]
- 6ª ai Campionati italiani assoluti, (Bressanone), Lancio del disco - 50,40 m[52]

2013
- 6ª ai Campionati italiani assoluti indoor, (Ancona), Getto del peso - 13,50 m[53]
- Argento ai Campionati italiani assoluti e giovanili invernali di lanci, (Lucca), Lancio del disco - 50,27 m[54]
- 5ª ai Campionati italiani assoluti, (Milano), Lancio del disco - 49,73 m[55]

2014
- 4ª ai Campionati italiani assoluti e giovanili invernali di lanci, (Lucca), Lancio del disco - 52,60 m[56]
- Argento ai Campionati italiani assoluti, (Rovereto), Getto del peso - 14,72 m[57]
- 4ª ai Campionati italiani assoluti, (Rovereto), Lancio del disco - 51,77 m[58]

2015
- Oro ai Campionati italiani assoluti e giovanili invernali di lanci, (Lucca), Lancio del disco - 54,88 m[59]
- Oro ai Campionati nazionali universitari, (Fidenza), Lancio del disco - 53,46 m[60]
- Oro ai Campionati italiani assoluti, (Torino), Lancio del disco - 56,37 m[61]

2016
- Argento ai Campionati italiani assoluti e giovanili invernali di lanci, (Lucca), Lancio del disco - 53,17 m[62]
- Oro ai Campionati italiani assoluti, (Rieti), Lancio del disco - 56,95 m[63]

2017
- Bronzo ai Campionati italiani assoluti e giovanili invernali di lanci, (Rieti), Lancio del disco - 52,45 m[64]
- Oro ai Campionati nazionali universitari, (Catania), Lancio del disco - 56,45 m[65]
- Oro ai Campionati italiani assoluti, (Trieste), Lancio del disco - 56,15 m[66]

2018
- 4ª ai Campionati italiani assoluti e giovanili invernali di lanci, (Rieti), Lancio del disco - 53,34 m[67]
- Argento ai Campionati italiani assoluti, (Pescara), Lancio del disco - 56,62 m[68]

2019
- Argento ai Campionati italiani assoluti e giovanili invernali di lanci, (Lucca), Lancio del disco - 54,25 m[69]
- Oro ai Campionati italiani assoluti, (Bressanone), Lancio del disco - 57,33 m [70]

2021
- Oro ai Campionati italiani assoluti e giovanili invernali di lanci, (Molfetta), Lancio del disco - 53,39 m
- Argento ai Campionati italiani assoluti, lancio del disco - 54,56 m

2022
- Argento ai Campionati italiani assoluti e giovanili invernali di lanci, (Mariano Comense), Lancio del disco - 53,60 m
- Argento ai Campionati italiani assoluti, lancio del disco - 55,84 m

2023
- Bronzo ai Campionati italiani assoluti e giovanili invernali di lanci, (Rieti), Lancio del disco - 54,04 m
- Argento ai Campionati italiani assoluti, lancio del disco - 56,01 m

2024
- Argento ai campionati italiani assoluti (La Spezia), lancio del disco - 56,65 m

2025
- Argento ai campionati italiani assoluti, lancio del disco - 54,64 m

## Coppe e meeting internazionali
2006
- 5ª nell'Incontro internazionale juniores indoor Francia-Germania-Italia, ( Ancona), Getto del peso - 13,36 m[71]
- 4ª nell'Incontro internazionale juniores Italia-Spagna-Francia-Tunisia-Algeria, ( Tunisi), Getto del peso - 11,96 m[71]

2007
- 6ª nell'Incontro internazionale juniores indoor Francia-Germania-Italia, ( Vittel), Getto del peso - 12,60 m[72]
- 5ª nella Coppa del Mediterraneo ovest juniores, ( Firenze), Getto del peso - 12,86 m[72]

2008
- 9ª nell'Incontro internazionale di lanci juniores Germania-Francia-Italia-Spagna, ( Halle), Lancio del disco - 44,03 m[9]
- 5ª nella Coppa del Mediterraneo ovest juniores, ( Rabat), Getto del peso - 12,68 m[9]
- Bronzo nella Coppa del Mediterraneo ovest juniores, ( Rabat), Lancio del disco - 45,68 m[9]

2015
- 14ª nella Coppa Europa invernale di lanci, ( Leiria), Lancio del disco - 55,47 m[10]

2016
- 7ª nella Coppa Europa invernale di lanci, ( Arad), Lancio del disco - 52,92 m[73]